# مايك سكوت (سياسي)
مايك سكوت هو سياسي كندي، ولد في 18 أبريل 1954. حزبياً، نشط في حزب الإصلاح الكندي. وقد انتخب عضو مجلس العموم الكندي.